# Vestavěné patro

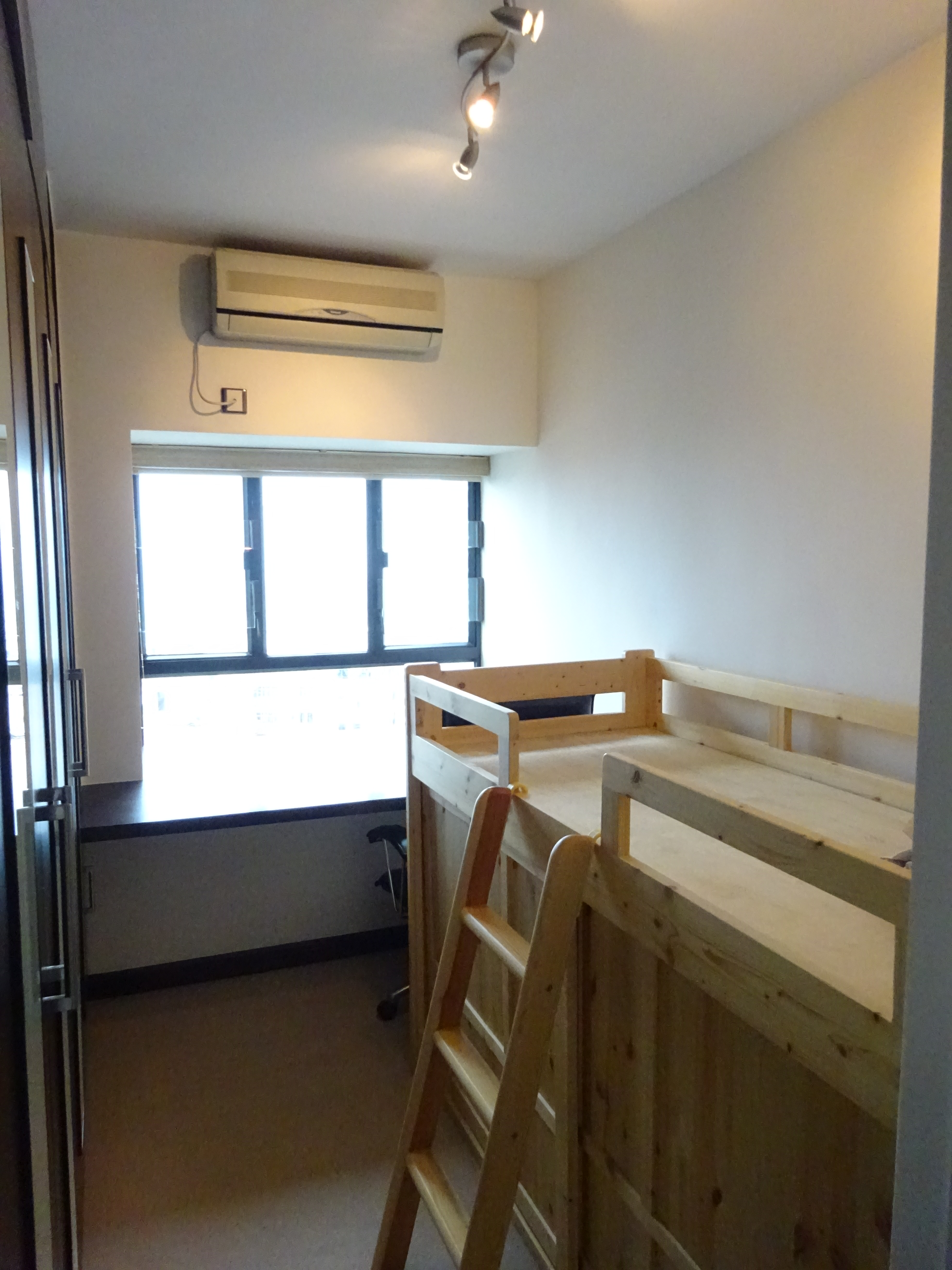
Vestavěné patro

Vestavěné patro je vyvýšená plošina, ukotvená ke stěnám nebo postavená na nosné trámy ve výšce 150 až 250 cm v závislosti na výšce stropu. Vestavěná patra bývají nejčastěji dřevěná nebo kovová. Využívají se nejčastěji v maloplošných interiérech, v obytných,  kancelářských,  skladovacích či jiných prostorách. Jejich předností je úspora prostoru a využití volného místa pod stropem.
Přístup na patro bývá po schodech, v případě velkého nedostatku místa po žebříku nebo tzv. „mlynářských schodů“ (schody s vykrajovanými stupni). Schody nebo žebřík může být pevný nebo skládací. Vestavěné patro je vhodné zabezpečit zábradlím. Nosnost je přizpůsobena využití, ale vždy musí být dostatečná i s patřičnou rezervou. Vestavěná patra mohou sloužit ke spaní, či k vytvoření pracovního koutu, úložného prostoru atp. Pod patrem lze umístit šatník, posezení, dětský kout, pracovní místo, tedy cokoli podle potřeby a prostorových možností.

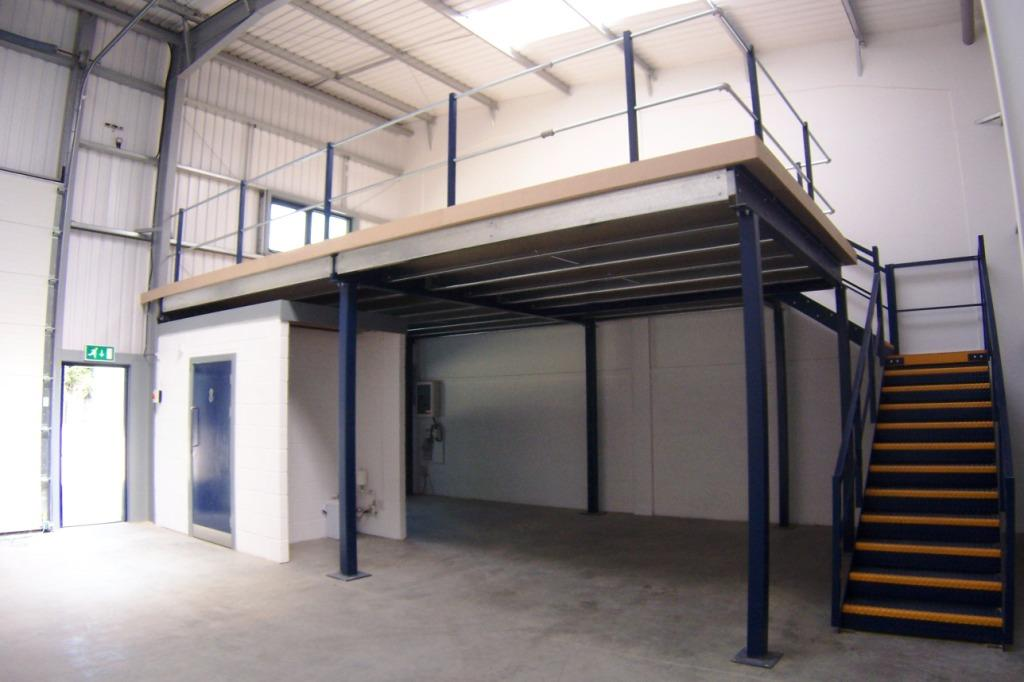
Vestavěné patro v průmyslové hale

nejčastějším materiálem pro vestavěné patro jsou dřevěné hranoly, kovové tenkostěnné profily nebo lze použít lešenářské trubky se spojkami. Podle potřeby lze vestavěné patro opatřit opláštěním sádrokartonem, hrubou dřevotřískou, korkem, polystyrenovými deskami ap.
Další názvy pro vestavěné patro jsou například, patro na spaní, spací patro, vyvýšená postel, postel pod stropem, mezipatro. 
Uvedený prostor ale není z hygienických důvodů zcela vhodný ke spaní, neboť se zde drží teplý vydýchaný vzduch. Tento problém je ještě výraznější během letních měsíců.[zdroj?]